# Stevan Hristić
Stevan Hristić (Стеван Христић) (Belgrado, 19 giugno 1885 – Belgrado, 21 agosto 1958) è stato un compositore serbo, ricordato per le sue composizioni tecnicamente curate nel Neoromanticismo, e per i suoi stili veristi e romantico-impressionisti.

## Biografia
Ha condotto i suoi studi primari a Lipsia, ma anche a Mosca, Parigi e Roma prima della prima guerra mondiale. Aveva una conoscenza approfondita sia dello stile musicale europeo, che della musica nazionale serba (in particolare le opere di Mokranjac). A causa di questo, ha creato uno stile diverso che era un mix di elementi folcloristici, tardo romantici e degli elementi impressionisti sia nelle melodie che nelle armonie. Il suo più grande contributo alla vita culturale in Serbia è la fondazione della Belgrade Philharmonic Orchestra. È stato anche direttore d'orchestra dell'Opera di Belgrado dal 1924 al 1935, e nel 1937. Egli è anche uno dei professori fondatori della Musical Academy. Dopo la seconda guerra mondiale, nel 1945, è stato cofondatore della League of Composers della Serbia, essendo anche uno dei suoi primi presidenti. È stato anche il primo presidente dell'Alleanza dei Compositori della Jugoslavia, fondata nel 1950. Da allora è stato membro casuale della Serbian Academy of Sciences and Arts.
Nel 1907, ha creato le musiche di scena per "Čučuk Stana". Ha continuato scrivendo poesie, alcuni cori e due grandi opere: la Symphonic fantasy for violin and orchestra e la Rapsody for violin and piano. Le sue creazioni più importanti sono Resurrection, il primo oratorio serbo; Opelo in b minor (un Requiem Serbo Ortodosso); e il balletto Ohridska legenda (La leggenda di Ohrid), il suo lavoro più famoso.
Uno dei suoi maggiori contributi è una scena del balletto Suton del 1958, che ha scritto mentre era ospite a Mosca.